# 스코샤뱅크 아레나

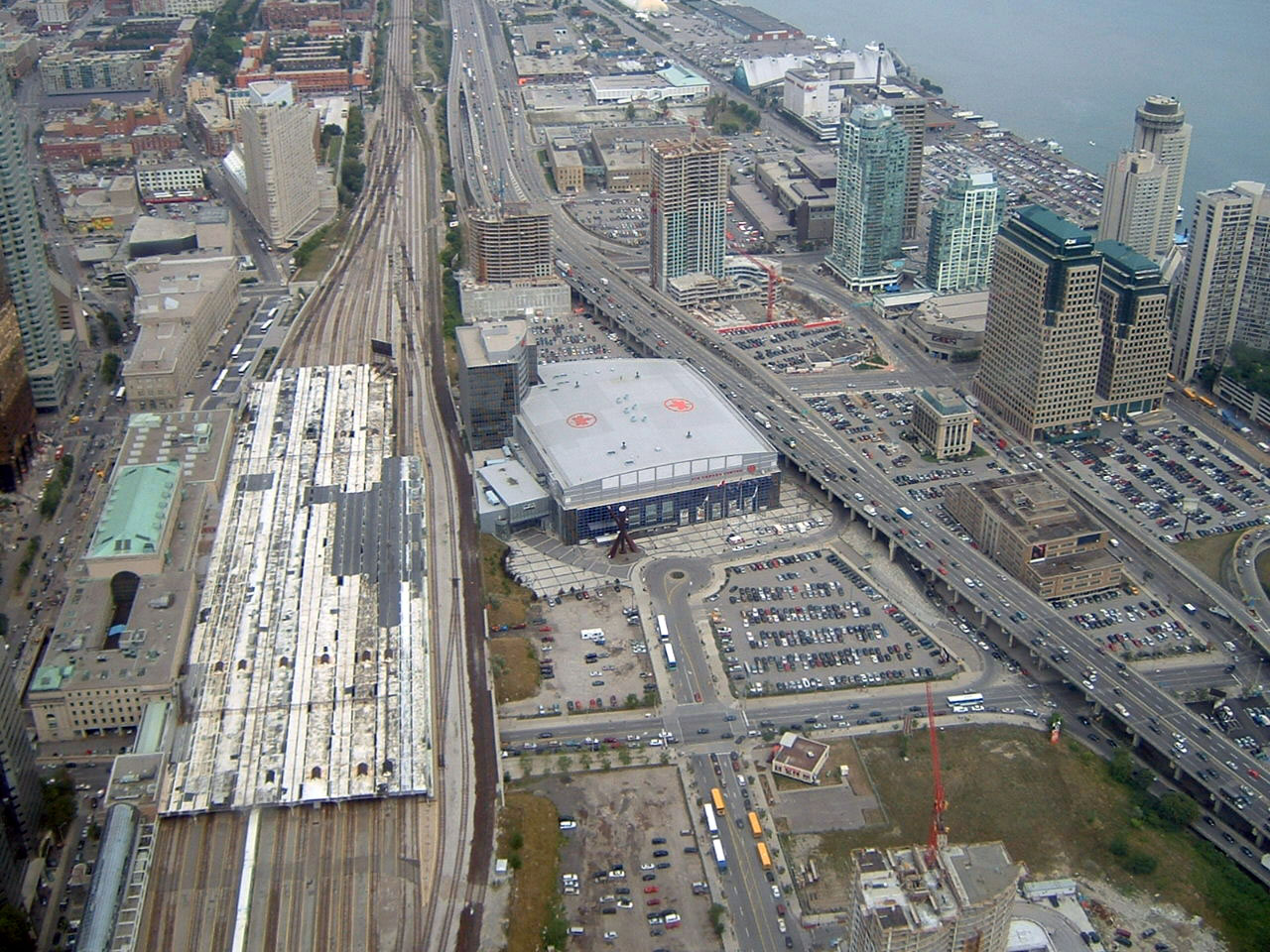
Vue aérienne du Centre

스코샤뱅크 아레나(영어: Scotiabank Arena)는 캐나다 온타리오주 토론토의 다목적 실내 체육 시설이다. NBA 토론토 랩터스와 NHL 토론토 메이플리프스의 홈경기장으로 사용되고 있으며, G 리그 랩터스 905와 AHL 토론토 말리스의 제 2홈경기장으로 사용되고 있다. 2018년 7월 2일부로 에어 캐나다 센터(영어: Air Canada Centre)는 명명권 계약이 끝나면서 스코샤뱅크 아레나(영어: Scotiabank Arena)로 바뀌게 되었다.

## 현황
- 부지 면적 : 62,000m2
- 관람 인원 : 18,819명 (최대 19,800명)

## 용도
- 1999년 이래 NBA 토론토 랩터스, NHL 토론토 메이플리프스 홈경기장, G 리그 랩터스 905, AHL 토론토 말리스의 제2홈경기장
- 각종 실내 스포츠, 콘서트

## WNBA프리시즌 경기
| 날짜            | 팀1           | 스코어  | 팀2             |
| --------------- | ------------- | ------- | --------------- |
| 2023년 5월 13일 | 시카고 스카이 | 82 - 74 | 미네소타 링크스 |